# Вулиця Лафіт
Вулиця Лафіт (фр. Rue Laffitte) — вулиця у IX окрузі Парижа, розташована поруч зі станціями метро Рішельє — Друо і Нотр-Дам-де-Лорет.
Її було засновано у 1771 році між бульваром Італійців і вулицею де-Прованс. Перша назва — Вулиця д'Артуа, на честь графа д'Артуа, брата короля Людовика XVI, пізніше короля Франції Карла X. Але у 1792 році, під час Великої французької революції, принц емігрував за межі Франції, і вулицю було перейменовано на Вулицю Церутті. Джузеппе Церутті — італійський письменник, що жив в особняку на розі з бульваром Італійців. Він був колишнім єзуїтом, згодом став республіканцем і був обраний до Національної асамблеї Франції. Церутті написав панегірик Мірабо. У 1830 році вулицю знову перейменовано на честь Жака Лафіта, фінансиста і політика, участника Липневої революції, прем'єр-міністра Франції у 1830-31 роках.

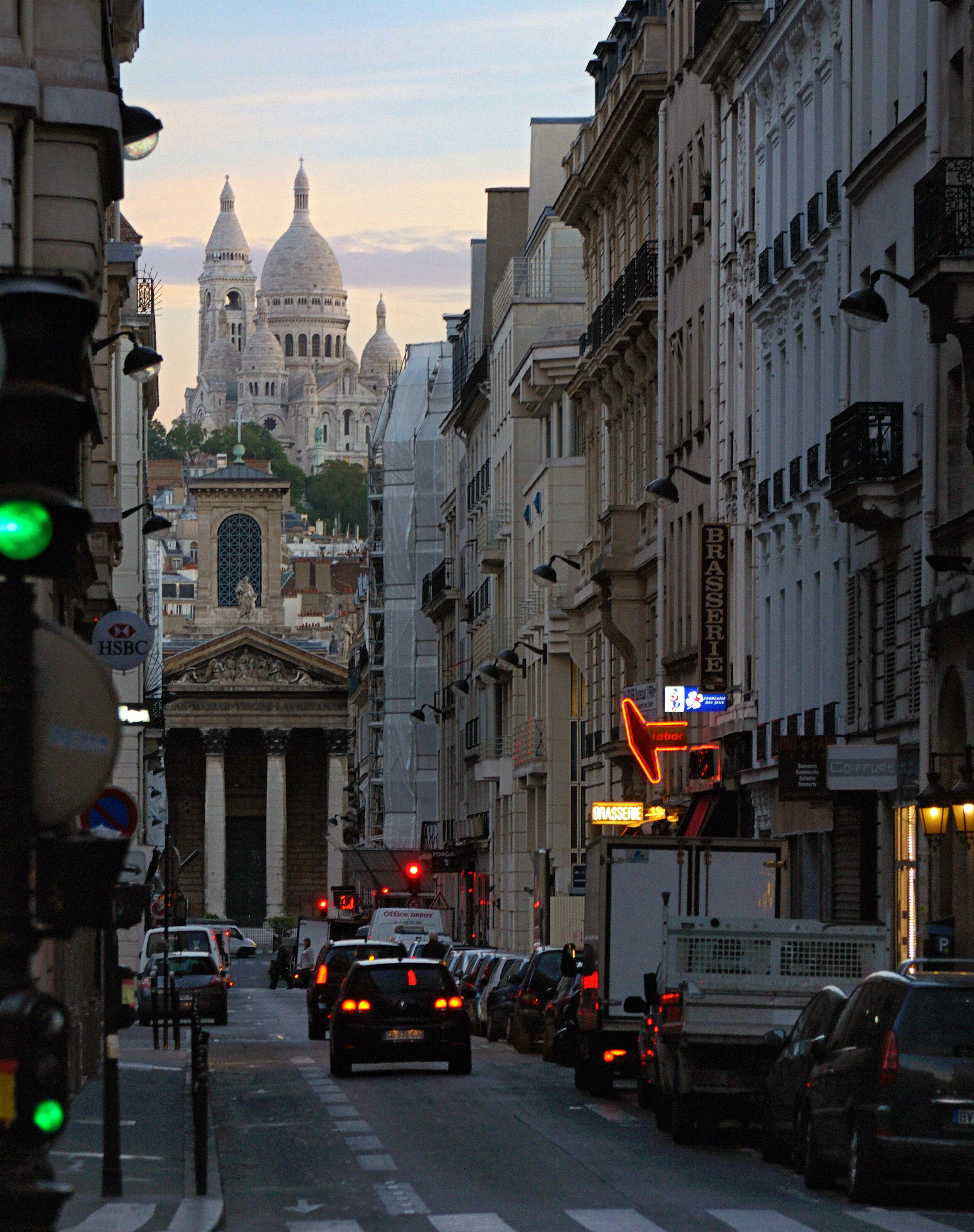